# Sławomir Grzymkowski
Sławomir Grzymkowski (ur. 5 marca 1968 w Działdowie) – polski aktor teatralny, filmowy i telewizyjny. Absolwent PWST w Warszawie (1993). Aktor warszawskiego Teatru Dramatycznego im. Gustawa Holoubka (od 1993).

## Spektakle teatralne
- 1993: Hamlet jako Rosenkrantz (reż. Andrzej Domalik)
- 1993: Ptaszek Zielonopióry jako Pantalone
- 1993: Kupiec wenecki jako Shylock (reż. Edward Argent)
- 1993: Upadłe anioły jako brat (reż. Michael Hackett)
- 1993: Wesele (aut. A. Czechow) jako Jan Żet (reż. Piotr Cieślak)
- 1993: Wesele u drobnomieszczan jako młody człowiek (reż. P. Cieślak)
- 1994: Szósty stopień oddalenia jako Ben (reż. P. Cieślak), także asystent reżysera
- 1994: Sztuka sukcesu jako Oliver (reż. Philip Boehm), także asystent reżysera
- 1995: Bracia i siostry n.4 metamorf. jako Oliver (reż. Bożena Suchocka)
- 1995: Szkarłatna wyspa jako Choreograf (reż. P. Cieślak)
- 1996: Ptaszek Zielonopióry jako Brighella (reż. P. Cieślak)
- 1996: Jak wam się podoba jako Oliwier; Jakub (reż. P. Cieślak)
- 1997: Poskromienie złośnicy jako Biondello, Krawiec (reż. Krzysztof Warlikowski)
- 1998: Adam Mickiewicz śmieszy, tumani, przestrasza (reż. P. Cieślak)
- 1999: Powrót Odysa jako Eurymachos (reż. Krystian Lupa)
- 1999: Opera żebracza jako Jack (reż. P. Cieślak)
- 1999: Skórzana maska, przedstawienie impresaryjne (reż. Dariusz Gajewski)
- 2000: Salome jako Nubijczyk (reż. Jurek Sawka)
- 2000: O ministrze, który przysięgi... jako Jaugandharayana (reż. P. Cieślak)
- 2000: Wszystko dobre, co się dobrze kończy jako Bertram; Żołnierz; Pan Drugi (reż. P. Cieślak)
- 2001: Ausloschung - Wymazywanie jako Ogrodnik (reż. K. Lupa)
- 2001: Alicja w krainie czarów jako Walet (reż. Tomasz Hynek)
- 2002: Płatonow jako Mikołaj (reż. Paweł Miśkiewicz)
- 2002: Morderstwo jako Chór Mężczyzn - role w materiale filmowym (reż. P. Cieślak)
- 2002: Polowanie na Żmirłacza jako kapitan (reż. Jacek Papis)
- 2003: Najwięcej samobójstw... jako Nikodem (reż. Andrzej Pawłowski)
- 2003: Obsługiwałem angielskiego króla jako Zdeniek (reż. P. Cieślak)
- 2003: Sweeney Agonistes jako Sweeney (reż. J. Papis)
- 2004: Fircyk w zalotach jako Fircyk (reż. Jacek Paocha)
- 2004: Samobójca jako Siemion Podsiekalnikow (reż. Marek Fiedor)
- 2004: Waszenasze miasto, przedstawienie impresaryjne (reż. J. Papis)
- 2005: Wiara nadzieja miłość jako Inwalida (reż. Grażyna Kania)
- 2005: Taksówka (reż. Igor Gorzkowski)
- 2006: Siostry jako Andrzej (reż. P. Cieślak)
- 2006: Sandman (reż. I. Gorzkowski)
- 2007: Pippi Pończoszanka jako Larsson (reż. Agnieszka Glińska)
- 2007: TV Relations/451 °F, przedstawienie impresaryjne (reż. I. Gorzkowski)
- 2008: Lulu na moście jako doktor Van Horn (reż. A. Glińska)
- 2024: Dom otwarty jako Fujarkiewicz (reż. Krystyna Janda)[1]

Spektakle Teatru Telewizji
- 1994: Kordian (reż. Jan Englert)
- 1995: Aktor jako Werner (reż. Maciej Prus)
- 1995: Całkowite zaćmienie (reż. Michał Kwieciński)
- 1995: Karolcia (część I) Lekarz (reż. A. Glińska)
- 1996: Kość w gardle jako Steve (reż. Jerzy Zalewski)
- 1997: Biała jako aktor III (reż. Andrzej Maj)
- 1997: Mistrz jako lokaj (reż. Agnieszka Lipiec-Wróblewska)
- 1997: Heloiza i Abelard jako Pijak (reż. A. Glińska)
- 1997: Człowiek, który był czwartkiem jako Wtorek (reż. P. Cieślak)
- 1998: Bambuko jako Kominiarz (reż. A. Glińska)
- 1999: Don Kichot (reż. A. Domalik)
- 1999: Bigda idzie! (reż. Andrzej Wajda)
- 2005: Poskromienie złośnicy jako Biondello (reż. K. Warlikowski)

## Filmografia

### Filmy fabularne
- 1995: Prowokator jako uczestnik zamachu na Pirinowa (reż. Krzysztof Lang)
- 2001: Tam, gdzie żyją Eskimosi jako żołnierz pułkownika (reż. Tomasz Wiszniewski)
- 2002: AlaRm jako On (reż. D. Gajewski)
- 2002: E=mc² jako aktor w przedstawieniu teatralnym (reż. Olaf Lubaszenko)
- 2003: Warszawa jako Karol (reż. D. Gajewski)
- 2005: Motór jako Dżony (reż. Wiesław Paluch)
- 2006: Podróż jako mężczyzna na imprezie u Joli (reż. Dariusz Glazer)
- 2007: Aria Diva jako mąż Basi (reż. Agnieszka Smoczyńska)
- 2008: Stracony czas jako Jerzy (rż. Romy Stępniewska)
- 2008: Na Kredyt (reż. Przemysław Nowakowski)
- 2022: Prorok jako Kardynał Stefan Wyszyński (reż. Michał Kondrat)

### Seriale
- 1996: Ekstradycja jako człowiek Tumskiej odbierający narkotyki z magazynu Policyjnego (odc.3)
- 1997: Boża podszewka jako żołnierz AK (reż. Izabella Cywińska)
- 1999: Pierwszy milion (reż. Waldemar Dziki, T. Wiszniewski)
- 2000: Lokatorzy jako Tadeusz (reż. Andrzej Strzelecki)
- 2000: Miodowe lata jako Arek (reż. Maciej Strzembosz)
- 2003: Kasia i Tomek jako kierownik sklepu (reż. Jerzy Bogajewicz)
- 2004: Daleko od noszy jako Krzepczak, asystent premiera (reż. Krzysztof Jaroszyński)
- 2004: Glina jako klient banku (reż. Władysław Pasikowski)
- 2004: Talki z resztą jako Edzio Obst (reż. Filip Zylber)
- 2005: Boża podszewka II jako zięć prezesa „Społem” (reż. I. Cywińska)
- 2005: Kryminalni jako Grzegorz, operator tv (reż. Ryszard Zatorski)
- 2005: Pensjonat pod Różą jako dziennikarz Mirek (reż. Maciej Wojtyszko)
- 2005: Wiedźmy jako Tomasz Piotrowicz (reż. Jan Kidawa-Błoński)
- 2006: U fryzjera jako Jarosław (reż. Wojciech Adamczyk)
- 2007: Faceci do wzięcia jako Marian Paciorek (reż. Adek Drabiński)
- 2013: M jak miłość jako mecenas Grabowski (reż. różni)
- 2008: Klan jako prywatny detektyw wynajęty przez Leszka do odnalezienia mordercy doktora męża Bogny (reż. różni)
- 2008: Pitbull jako przedsiębiorca Michał Oliński (reż. Patryk Vega)
- 2008: Plebania jako Franek, ojciec Patryka (reż. różni)
- 2009: Naznaczony jako policjant z psem (odc. 11)
- 2010: Hotel 52 jako Jan Kowalczyk (odc. 6)
- 2011: Aida jako przedstawiciel firmy (odc.3)
- 2011: Komisarz Alex jako ojciec Natalii (odc. 8)
- 2012: Przyjaciółki jako Stanisław Bielski
- 2012: Prawo Agaty jako Janusz Wróblewski (odc. 16)
- 2013: Czas honoru jako kierowca ciężarówki PCK (odc. 77 i 78)
- 2013: 2XL jako lekarz (odc. 1)

### Filmy dokumentalne
- 1997: Rabbi – lektor (wiersz Juliana Tuwima)
- 1998: Na niebiosów uboczu (reż. Elżbieta Rottermund; reż. Elżbieta Rottermund, Michał Góral)